# Semana de Arte Moderno

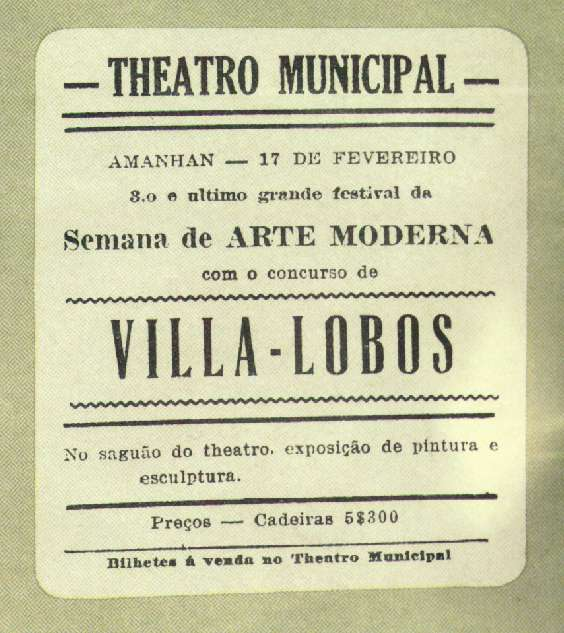
Afiche anunciando el último día de la Semana de Arte Moderno.

La Semana de Arte Moderno (en portugués Semana de Arte Moderna) fue un acontecimiento cultural que tuvo lugar en la ciudad brasileña de São Paulo entre el 11 y el 18 de febrero de 1922. Se la considera el punto de arranque del movimiento conocido como Modernismo brasileño.
Durante los siete días que duró la Semana, en el Teatro Municipal de São Paulo, se exhibieron las obras de los principales pintores modernistas, y en las noches de los días 13, 15 y 17 de febrero se llevaron a cabo diferentes actividades sobre música y poesía, así como conferencias acerca de la modernidad. 

## Participantes
En la Semana participaron nombres destacados del Modernismo brasileño, como Mário y Oswald de Andrade, Víctor Brecheret, Anita Malfatti y Menotti del Picchia. 